# Festival de Cine de Sundance
El Festival de Cine de Sundance es un festival cinematográfico internacional que se celebra anualmente las dos últimas semanas de enero en el poblado de Park City, cerca de Salt Lake City, la capital del estado de Utah, en Estados Unidos.

## Historia
Se inauguró en 1978 con el nombre de U. S. Film Festival de Utah, utilizando la imagen del actor Robert Redford para atraer estudios y distribuidores que sin el renombre del mismo probablemente no habrían apoyado la iniciativa. El Sundance Institute Filmmakers/Directors Lab (Laboratorio de Cineastas y Directores Instituto Sundance) se fundó en 1981 como una iniciativa de Redford para reunir a un grupo de amigos y colegas que fomentarían y apoyarían el cine independiente, más allá de las exigencias del mercado.

"No tenemos nada que ver con la distribución (...) Nuestro trabajo y nuestro papel es crear un espacio y una plataforma para traer nuevas voces al mundo".
Robert Redford

El Instituto Sundance reúne desde su fundación a guionistas y directores para desarrollar sus proyectos de cine independiente, que luego se amplió al teatro y la música de películas. El Sundance Institute asumió en 1985 el control creativo y administrativo del U.S. Film Festival, que en la edición de 1991 comenzaría a llevar el nombre Sundance Film Festival. El festival de ese año incluyó la proyección de títulos como The Falcon and the Snowman, The Killing Fields, el debut de los hermanos Coen Blood Simple y Stranger Than Paradise. Con los años se han presentado películas como Hannah and Her Sisters, Hairspray (que años después sería reversionada en Hollywood), Sex, Lies, and Videotape, Night on Earth, la mexicana Como agua para chocolate, Four Weddings and a Funeral, la cubana Fresa y chocolate, la franco-brasileña Central do Brasil, The Opposite of Sex, The Blair Witch Project, The Virgin Suicides, American Psycho, Donnie Darko, Memento y Little Miss Sunshine, entre otras.
El nombre del festival ("Sundance") proviene del personaje que el propio Robert Redford interpretó en 1969 en Butch Cassidy and the Sundance Kid. Cada año se seleccionan 200 películas para ser exhibidas entre más de 9000 que se presentan. Más de 50 000 personas asisten a las instalaciones de Park City, Salt Lake City, Odgen y Sundance en Utah. Además de descubrirse nuevos talentos mediante la proyección de documentales, dramas y cortometrajes, los asistentes pueden disfrutar de interpretaciones de música en vivo, paneles de discusión con los más destacados creadores y figuras de la industria del cine e instalaciones de avanzada, entre otras actividades.
Además de realizar cada año el Sundance Film Festival, el Instituto Sundance cuenta con las siguientes iniciativas de apoyo a los realizadores y artistas del cine independiente: Feature Film Program (Programa de Presentación de Películas), Documentary Film Program (Programa de Películas Documentales), Theatre Program (Programa de Teatro), Native American and Indigenous Program (Programa Nativo Americano e Indígena), Film Music Program (Programa de Música para Películas), Creative Producing Initiative (Iniciativa de Producción Creativa), Sundance Institute Archives (Archivos del Instituto Sundance), Sundance Institute Collection at UCLA (Colección del Instituto Sundance en la Universidad de California en Los Ángeles) y Alumni Initiative, así como programas para la comunidad de Utah.